# Zino Vinnikov
Zinovi (Zino) Vladimirovitsj Vinnikov (Russisch: Зиновий Влади́мирович Винников) (1943) is een Russisch-Nederlandse violist en een van de belangrijkste vertegenwoordigers van de Sint-Petersburgse viooltraditie.

## Levensloop
Vinnikov studeerde bij Abram Sjtern in Kiev en later aan het Conservatorium van Sint-Petersburg (destijds Leningrad) met Michail Waiman en Benjamin Sjer, zelf een leerling van de Korguev, een leerling van de legendarische Leopold Auer. In 1963 debuteerde hij als solist op de podia van de Filharmonie van Sint-Petersburg en het Mariinskitheater (destijds Kirovtheater). Nog tijdens zijn studie won Vinnikov de eerste prijs (gedeeld met Viktor Tretiakov) op het Nationale Vioolconcours van de Sovjet-Unie in 1965. Ook was hij een van de prijswinnaars van het Internationaal Tsjaikovski-concours in Moskou (1966), de Koningin Elisabethwedstrijd in Brussel (1971) en winnaar van de eerste prijs van het vioolconcours van George Enescu in Boekarest (1967).
Na het afsluiten van zijn solistenopleiding werd Vinnikov uitgenodigd om als docent aan het Conservatorium van Sint-Petersburg verbonden te blijven. In de vroege jaren van zijn carrière trad Zino Vinnikov op in zowel recitals als concertoptredens met orkest op podia in de voormalige Sovjet-Unie en in het buitenland. In 1979 is Vinnikov op uitnodiging van het Residentie Orkest met zijn familie naar Nederland verhuisd. In 1982 is hen bij Koninklijk besluit het Nederlanderschap toegekend.
Sindsdien heeft Zino Vinnikov zich ontwikkeld tot een internationaal bekende artiest met brede muzikale interesses en een rijk repertoire. Hij heeft de wereld afgereisd en optredens gegeven in de meeste Europese landen, alsmede in die van de voormalige Sovjet-Unie, de Verenigde Staten, Canada, Zuid-Amerika, China en Japan.
Als solist heeft Vinnikov opgetreden met toonaangevende dirigenten waaronder Jevgeni Svetlanov, Joeri Temirkanov, Mariss Jansons, Neeme Järvi, Hans Vonk, Jaap van Zweden, Gennadi Rozjdestvenski, André Previn, Alain Lombard en Vladimir Asjkenazi Tevens heeft hij een bijzondere muzikale band en samenwerking genoten met de legendarische violist en dirigent Yehudi Menuhin, die bekende een bewonderaar van Vinnikovs vioolspel te zijn. Hun gezamenlijke opname van het Vioolconcert in D majeur, de Sérénade mélancolique, en de Mélodie van Tsjaikovski (met het Londense Royal Philharmonic Orchestra onder leiding van Lord Menuhin) heeft veel lof ontvangen. Ook zijn album Zino Vinnikov Plays Fritz Kreisler kreeg enthousiaste recensies, zoals "a tour de force, in which Vinnikov is forced to switch tempo, playing style and dynamics at a moment’s notice. Those looking to hear a master at the top of his game need look no further," en "Vinnikov has the rare capacity to ally delightful technical mastery with depth and subtlety of interpretation."
Zino Vinnikov is tevens jarenlang concertmeester geweest van het Leningrads Filharmonisch Orkest, het Royal Philharmonic Orchestra (Londen), het Orchestre National Bordeaux Aquitaine en het Residentie Orkest in Den Haag. Met het Residentie Orkest viel hem nota bene de eer te beurt meerdere malen voor koningin Beatrix op te treden, onder andere als solist ter gelegenheid van haar eerste staatsbezoek aan Luxemburg in 1981.
Vinnikov is ook actief geweest in de kamermuziek, waar hij heeft samengewerkt met onder anderen Philipp Hirshhorn, Mischa Maisky, Boris Pergamenschikow, Natalia Gutman, Eliso Virsaladze, Ronald Brautigam, Dmitri Ferschtman, Godfried Hoogeveen, en Elisabeth Leonskaja. Gedurende meer dan tien jaar was hij primarius en medeoprichter van het Glinkakwartet – een van de toonaangevende Nederlandse kamermuziekensembles van de jaren tachtig – waarmee hij talloze concerten heeft gegeven in binnen- en buitenland. Hij heeft deelgenomen aan een breed scala van muziekfestivals waaronder Edinburgh, Santander, Athene, Sint-Petersburg, Bonn, Parijs, Bordeaux en Londen.
Als docent is Vinnikov vele jaren verbonden geweest aan het Conservatorium van Sint-Petersburg, het Rotterdams Conservatorium, het Utrechts Conservatorium en de Benjamin Britten Academy. Hij geeft nog steeds regelmatig masterclasses en is pedagoog van een aantal begaafde privé-studenten in Nederland.
In september 2013 is Zino Vinnikov benoemd tot Ridder in de Orde van de Nederlandse Leeuw "voor de zeer waardevolle bijdrage die hij al meer dan dertig jaar levert aan het Nederlandse muziekleven en de internationale uitstraling daarvan".

## Opnamen
Zino Vinnikov heeft talrijke opnamen gemaakt onder de Melodiya, RCA/Erasmus, Residentie Orkest, Tring International, RPO, Eroica Classical en IMLab labels, waarop werken van Achron, Albéniz, Bach, Bartók, Bloch, Chausson, Chopin, Debussy, Dvořák, Gade, Haydn, Kreisler, Massenet, Milhaud, Mozart, Ponce, Ravel, Saint-Saëns, Sarasate, Schubert, Suk, Tsjaikovski, Vivaldi, Wieniawski en Ysaÿe te beluisteren zijn.